# William Harper
William Harper (Antigua, 1790. január 17. – Dél-Karolina, 1847. október 10.) az Amerikai Egyesült Államok szenátora (Dél-Karolina, 1826).